# Tyynijärvi
Tyynijärvi är en sjö i Pajala kommun i Norrbotten och ingår i Kalixälvens huvudavrinningsområde. Tyynijärvi ligger i Torne och Kalix älvsystem Natura 2000-område.